# Tirami Su
Tirami Su – album studyjny amerykańskiego gitarzysty jazzowego Ala Di Meoli, wydany w 1987 roku nakładem wytwórni płytowej Manhattan Records. To dziewiąta płyta studyjna w dorobku solowym muzyka, a druga nagrana przez założoną przez niego w 1985 roku formację Al Di Meola Project.

## Lista utworów
Opracowano na podstawie materiału źródłowego.
| 1. | "Beijing Demons" (Al Di Meola)            | 6:26  |
|    |                                           |       |
| 2. | "Arabella" (Di Meola)                     | 7:15  |
|    |                                           |       |
| 3. | "Smile from a Stranger" (Di Meola)        | 5:43  |
|    |                                           |       |
| 4. | "Rhapsody of Fire" (Di Meola)             | 5:06  |
|    |                                           |       |
| 5. | "Song to the Pharaoh Kings" (Chick Corea) | 8:50  |
|    |                                           |       |
| 6. | "Andonea" (Di Meola)                      | 3:10  |
|    |                                           |       |
| 7. | "Maraba" (Di Meola, Clara Sandroni)       | 5:24  |
|    |                                           |       |
| 8. | "Song with a View" (Di Meola)             | 6:26  |
|    |                                           |       |
| 9. | "Tirami Su Part I" (Di Meola)             | 1:11  |
|    |                                           |       |
|    |                                           | 49:31 |
|    |                                           |       |

## Twórcy
Opracowano na podstawie materiału źródłowego.
Muzycy:
- Al Di Meola – gitary
- Kei Akagi – keyboardy
- Tommy Brechtlein – perkusja
- Mino Cinelu – instrumenty perkusyjne
- Anthony Jackson – gitara basowa
- Jose Renato – śpiew
- Harvie Swartz – akustyczna gitara basowa
- Carlos "Beluba" DaSilva Pinto, Roberto "Lusa" Bastos Pinheiro, Elizeu "Elizeu" Felix – instrumenty perkusyjne (4)

Produkcja:
- Al Di Meola – produkcja muzyczna
- Nancy Gaelen - produkcja wykonawcza
- David Baker – produkcja muzyczna (asystent)
- Dennis MacKay – inżynieria dźwięku
- David O’Donnell (Power Station), Jon Goldberger (Power Station), Ellen Fitton (Atlantic Studios) – inżynieria dźwięku (asystenci)
- Bob Ludwig – mastering